# Міська художня галерея Варни
Міська художня галерея імені Бориса Георгієва (болг. Варненска градска художествена галерия «Борис Георгиев») — муніципальна галерея мистецтв у місті Варна (Болгарія).
З 1944 року галерея займає сучасну будівлю на вулиці Любена Каравелова, 1. Її назвали Міською картинною галереєю імені Бориса Георгієва в 1999 році на честь художника Бориса Георгієва  (1888–1962). 
Будівля Міської картинної галереї імені Бориса Георгієва була відкрита у вересні 1885 року як будівля Варненської чоловічої середньої школи.  Розроблена у стилі готичного відродження, будівля черпає натхнення із середньовічної північноєвропейської цегляної готики. На думку деяких дослідників, головний архітектор болгарського національного відродження Генчо Канев відіграв важливу роль у проектуванні споруди. У період між 1912 і 1928 роками будівля Варненської чоловічої середньої школи використовувалась як лікарня, лише після 1928 року вона відновила свою діяльність як школа. Загальні збори варненських художників ухвалили рішення 12 січня 1944 року зробити будинок міською картинною галерею Варни. Північне крило будівлі було зруйновано в 1952 році, щоб звільнити місце для Нахімовської військово-морської школи, сучасної школи святих Кирила і Мефодія. За архітекторів Горанова та Каменова в 1982–1987 роках будівлю було реорганізовано, щоб краще відповідати цілям галереї. 
Міська художня галерея імені Бориса Георгієва володіє значною колекцією болгарського мистецтва з початку XX століття і, зокрема, найбільшою колекцією робіт мецената галереї Бориса Георгієва. Інші болгарські художники, представлені в постійній експозиції галереї, — це Володимир Димитров, Іван Мілєв, Сірак Скітнік, Златьо Бояджиєв, Цанко Лавренов, Найден Петков, Давид Перец, Светлін Русев, Дарія Василайнська. На другому поверсі демонструються приклади портретного мистецтва із золотого віку Голландії. На третьому поверсі галереї регулярно проводяться концерти, вистави та читання.  Загалом площа галереї становить 1 000 м². розподілених на восьми виставкових залах. 